# Robert C. North
Robert Carver North (* 17. November 1914 in Walton, New York; † 15. Juni 2002 in Menlo Park) war ein US-amerikanischer Politikwissenschaftler und Professor an der Stanford University. Sein Fachgebiet waren die Internationalen Beziehungen. 1969/70 amtierte er als Präsident der International Studies Association (ISA).

## Leben
Gemeinsam mit seinem Vater, dem Rechtsanwalt Arthur Walbridge North, reiste er als Kind durch den Norden Ontarios und studierte Kultur und Gewohnheiten der Ojibway-Indianer. Im Alter von 11 bis 14 Jahren verarbeitete er seine Beobachtungen in Abenteuerbüchern für Jugendliche, die von G.P. Putnam’s Sons veröffentlicht wurden. Auch während seiner akademischen Tätigkeit verfasste er Romane.
Nach seinem Bachelor-Abschluss am Union College in Schenectady im Jahr 1936 arbeitete er als Lehrer, bevor er Soldat wurde. Nach dem Zweiten Weltkrieg arbeitete er bei der Hoover Institution an der Stanford University und verfasste seine Dissertation, die 1953 unter dem Titel Moscow and Chinese Communists erschien. Darin kritisierte er den herrschenden McCarthyismus, wofür er vom ehemaligen US-Präsidenten Herbert Hoover gerügt wurde.
Nach seiner Promotion wurde er als Hochschullehrer von der Universität angestellt, was er bis zu seiner Emeritierung 1985 blieb. Er leistete Pionierarbeit bei der Verwendung von Computern zur Analyse internationaler Spannungen.

## Schriften (Auswahl)
- War, peace, survival. Global politics and conceptual synthesis. Westview Press, Boulder 1990, ISBN 0-8133-0682-5.
- The foreign relations of China. 3. Auflage. Duxbury Press, North Scituate 1978, ISBN 0-87872-157-6.
- The world that could be. Stanford Alumni Association, Stanford 1976, OCLC 84156290.
- Chinese communism. McGraw-Hill, New York 1966.
- Moscow and Chinese Communists. 2. Auflage. Stanford University Press, Stanford 1963.